# 沃克鎮區 (印地安納州拉什縣)
沃克鎮區（英語：Walker Township）是位於美國印地安納州拉什縣的一個行政鎮區。

## 地方資料
根據2010年美國人口普查的數據，沃克鎮區的面積為77.50平方千米，當中陸地面積為77.50平方千米，而水域面積為0.00平方千米。當地共有人口856人，而人口密度為每平方千米11.05人。